# 今出川経季
今出川 経季（いまでがわ つねすえ）は、江戸時代前期の公卿。権中納言・今出川季持の子。官位は正二位・右大臣。菊亭 経季ともいう。

## 経歴
初名は宣季。慶長3年（1598年）に叙爵。以降累進して侍従・左近衛少将・左近衛中将を経て、慶長18年（1613年）に従三位となり公卿に列する。元和5年（1619年）に権大納言就任。寛永3年（1626年）に後水尾天皇第二皇子高仁親王の誕生に伴い、その親王家勅別当に任じられる。寛永4年（1627年）に権大納言を辞すが、寛永15年（1638年）に権大納言に再任され、右近衛大将に任官している。翌年両職を辞したのち、正保元年（1644年）には武家伝奏となる。
慶安2年（1649年）には後水尾上皇の院別当に転じた。慶安5年（1652年）2月9日に右大臣に任じられたが、同日中に薨去。享年59。

## 系譜
- 父：今出川季持
- 母：中山親綱の娘
- 妻：京極高次の養女 - 氏家行広の娘
- 養子
  - 男子：今出川公規 - 徳大寺公信の次男